# Beauménil
Beauménil é uma comuna francesa na região administrativa do Grande Leste, no departamento de Vosges. Estende-se por uma área de 3.30 km², e possui 129 habitantes, segundo o censo de 2018, com uma densidade de 39 hab/km².